# Baden Powell de Aquino
Baden Powell de Aquino, noto anche come Baden Powell (Varre-Sai, 6 agosto 1937 – Rio de Janeiro, 26 settembre 2000), è stato un chitarrista e compositore brasiliano.

## Biografia

### La formazione
Baden Powell, così battezzato in onore di Robert Baden-Powell, nacque da genitori discendenti da schiavi. La sua era una famiglia con forte tradizione musicale: il nonno, Vicente Thomas De Aquino, ancora prima dell'abolizione della schiavitù avvenuta nel 1888 aveva messo in piedi un'orchestra formata da schiavi neri; il padre, Lilo de Aquino, lavorava come calzolaio e arrotondava le misere entrate suonando la tuba e il violino alle feste di paese.
Trasferitosi da bambino a Rio de Janeiro con la famiglia, cominciò a strimpellare la chitarra della zia stimolato dall'atmosfera casalinga in cui risuonavano melodie di samba; a casa si riunivano nomi famosi della musica brasiliana, fra i tanti Pixinguinha, il fratello China e il sambista Donga. Così il padre lo avviò a studi privati sotto la guida del chitarrista Jaime Florence, attraverso il quale venne a contatto con le opere di Francisco Tárrega e Andrés Segovia. Il giovane Powell mostrò una immediata predisposizione per lo strumento; a quindici anni suonava già da professionista: alla radio, nei nightclub, nei bar di Copacabana e nelle baraccopoli assieme ai mitici suonatori di samba, iniziando anche a comporre.

### La carriera
Una sera del 1955, dopo un'esibizione al Bar Plaza di Copacabana con l'Ed Lincoln Trio, incontrò Tom Jobim, e in quel periodo compose Deve ser amor, Encontro com a saudade, Não é bem assim e il suo primo successo, Samba triste. Inoltre, attraverso Jobim conobbe Vinícius de Moraes, trovandosi immerso nella bossa nova, un sound innovativo che stava emergendo dalla rielaborazione dei ritmi samba. Secondo un aneddoto in circolazione nella scena musicale carioca, una sera del 1962, presso il locale Argèpe di Rio de Janeiro, Vinícius avrebbe assistito a un’esibizione strumentale di Baden Powell, rimanendone talmente affascinato da chiedere al chitarrista di divenire il proprio partner musicale. Diversi elementi di questa leggenda sono in contraddizione con la realtà; comunque sia, qualche giorno dopo i due artisti si incontrarono e si chiusero nella casa di Vinícius rimanendovi per tre mesi e producendo gemme musicali come Consolação, Só por amor, Labareda, O astronauta, Bon dia, amigo, Tempo de amor, Berimbau, Amei tanto, Pra que chorar, insieme a brani inclusi nell’LP Os Afro-sambas, fra i quali Canto de Ossanha, Canto de Xangô, Canto de Iemanjá, Lamento de Exu. Successivamente fu la volta di un tour a Parigi e l'anno dopo del secondo LP, À vontade.

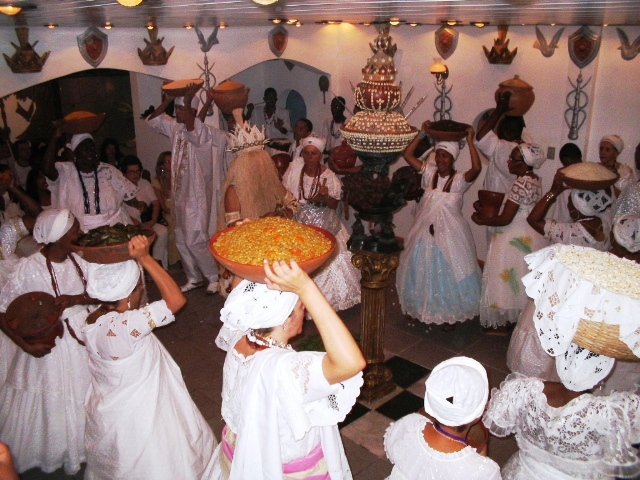
Riti di candomblé a Bahia

Determinanti nella formazione musicale e culturale di Powell furono i mesi che il chitarrista trascorse a Bahia. Qui venne a contatto con il sincretismo religioso e le tradizioni proprie dell'eredità africana che si ritrova in particolar modo nella cultura bahiana, assieme ai rituali e alle danze marziali, il candomblé e la capoeira. Sull'onda di quella esperienza, che fece virare lo stile nascente in Afro-samba, Powell compose Canto de Ossanha, divenuto popolare tramite l'interpretazione di Elis Regina, e Berimbau, in cui il musicista imita il suono dello strumento importato dagli schiavi provenienti dell'Angola percuotendo abilmente le corde della chitarra. Altre composizioni che scrisse insieme a Vinícius furono Além do amor, Valsa sem nome, Canção do amor ausente, Deixa, Tempo feliz.

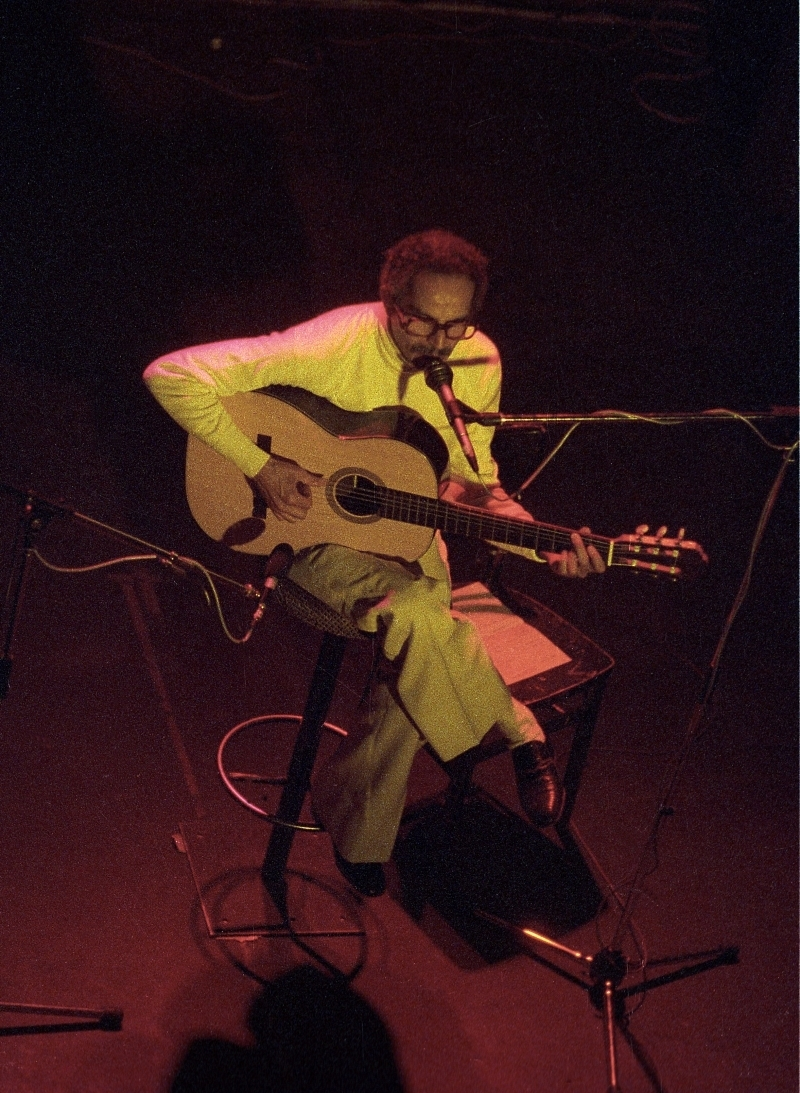
Baden Powell in Germania

Il 1964 fu l'anno del colpo di Stato militare che instaurò la dittatura in Brasile. A seguito della censura imposta dal regime, come altri musicisti connazionali Baden Powell prese la via dell'esilio trasferendosi nel continente europeo, dove risiedette per una ventina d'anni, dapprima in Francia (dove il chitarrista brasiliano suonò assieme a Stan Getz e a Thelonious Monk), e poi in Germania, acquisendo popolarità anche negli Stati Uniti col suo stile originale che mescolava influssi samba, musica classica e jazz; ai primi anni europei risale la registrazione insieme al flautista Herbie Mann di Samba de benção, che fu inserita nella colonna sonora del film Un uomo una donna. Inoltre si esibì con i chitarristi Jim Hall e Barney Kessel, e nel 1968 conobbe un giovane Paulo César Pinheiro, con cui Powell scrisse fra le altre Cancioneiro, Samba do Perdão, Meu Réquiem, É de Lei, Refém da Solidão, Aviso aos Navegantes, e Carta de Poeta. Negli anni a venire pubblicò Baden Powell, contenente Manhã de Carnaval di Luiz Bonfá; Vinte e sete horas de estúdio, e l'LP Baden Powell, con composizioni di Pixinguinha. Un terzo Baden Powell fu registrato live nel 1972 a Parigi.
A quel tempo il musicista era sposato e con un figlio, ma in seguito iniziò a bere e il suo fisico fu ulteriormente indebolito dal diabete; decise nel 1988 di ritornare in Brasile, dove la scena musicale era profondamente mutata grazie alle innovazioni musicali introdotte dalla nuova leva di artisti quali fra gli altri Caetano Veloso e Gilberto Gil. Nel 1994 si esibì in concerto assieme ai figli, il chitarrista Louis Marcel e il pianista Philippe, concerto immortalato nell'album Baden Powell & Filhos; l'anno successivo fu a Montreux e il 1996 lo vide in una tournée di nuovo in Francia.
Il fisico molto debilitato dall'alcol e dal diabete non resistette a una polmonite, e nel settembre 2000 Baden Powell morì di setticemia.

## Discografia

### Album in studio
- 1960 - Um Violão na Madrugada
- 1961 - À Vontade
- 1963 - Baden Powell Swings with Jimmy Pratt
- 1964 - Le monde musical de Baden Powell
- 1966 - Os Afro-sambas
- 1966 - Ao Vivo no Teatro Santa Rosa
- 1966 - Tristeza on Guitar
- 1966 - Tempo Feliz
- 1967 - Poema on Guitar
- 1968 - O Som de Baden Powell
- 1968 - Os Originais do Samba
- 1968 - Saudade
- 1969 - 27 Horas de Estúdio
- 1969 - Le monde musical de Baden Powell Vol. 2
- 1970 - Aquarelles du Brasil
- 1971 - Os Cantores da Lapinha
- 1971 - Estudos
- 1971 - Canto on Guitar
- 1971 - Baden Powell
- 1971 - Lotus
- 1972 - Images on Guitar
- 1972 - Face au Public
- 1972 - Ritmos de Brasil
- 1972 - É de Lei
- 1972 - L'art de Baden-Powell - Vol. 2
- 1973 - Love Me with Guitars
- 1973 - Solitude on Guitar
- 1973 - L'Ame De
- 1973 - Soledades
- 1973 - Série Autógrafos de Sucessos
- 1973 - Gravado ao Vivo em Paris
- 1973 - Série Autógrafos de Sucessos N°2
- 1973 - Le genie de Baden Powell
- 1974 - Grandezza on Guitar
- 1974 - Le coeur de Baden Powell, Vol. 4
- 1975 - Mélancolie
- 1975 - Samba Triste - Volume 5
- 1975 - La grande reunion
- 1975 - Apaixonado
- 1975 - Baden Powell (3 LP)
- 1975 - Portrait (2 LP)
- 1976 - Live in Japan
- 1976 - Original Baden Powell
- 1976 - Samba Tropical
- 1977 - Canta Vinicius de Moraes e Paolo César Pinheiro
- 1978 - Afro-Samba
- 1978 - Tristeza on Guitar
- 1979 - Le grand festival (2 LP)
- 1979 - O Grande Show Gravado au Vivo
- 1981 - Simplesmente
- 1982 - Brani rari e inediti
- 1982 - Live 1982 (2 LP)
- 1982 - The Girl from Ipanema
- 1983 - Felicidades
- 1983 - Live in Paris / Ao Vivo em Paris
- 1990 - Rio das Valsas
- 1991 - Afro Sambas
- 1993 - Live in Switzerland
- 1995 - Bossa Nova Guitarra Jubileu
- 2000 - Os Afro-Sambas
- 2000 - Baden Powell & Filhos – Ao Vivo
- 2002 - Rio das Valsas
- 2002 - Samba in Prelúdio - Quand tu t'en vas, con Benjamin Legrand and Philippe Baden Powell
- 2006 - Baden Plays Vinicius: Acoustic Guitar Solos
- 2007 - Os Afros-Sambas
- 2008 - Coleção Folha 50 Anos de Bossa Nova n° 4

### Singoli e EP
- 1970 - Samba É de Lei
- 1971 - Exportação
- 1972 - O Samba É a Corda… Os Originais a Caçamba
- 1961 - Seu Violão e Sua Bossa
- 1966 - Canto de Ossanha / Tristeza e Solidão
- 1970 - História da Música Popular Brasileira
- 1980 - De Baden para Vinicius
- ???? - Sem Saber - Tempo Feliz
- ???? - Le monde musical de Baden Powell
- ???? - Feithina pro Poeta[7]

### Collaborazioni
Con Herbie Mann
- Do the Bossa Nova with Herbie Mann (Atlantic, 1962)
- Latin Fever (Atlantic, 1964)

Con Stéphane Grappelli
- La grande réunion (Festival, 1974)